# José Villasante
José Villasante (Madrid, 19 de marzo de 1913-ib., 22 de noviembre de 1990) fue un actor de cine español que participó en casi un centenar de títulos, entre películas y series de televisión, a lo largo de su trayectoria profesional, que abarcó desde la década de 1940 hasta la de 1980.

## Biografía
Hijo de la famosa marquesa del siniestro caso de "la mano cortada", José Villasante (que llegaría a heredar el título nobiliario de su madre convirtiéndose en Marqués de Villasante), inició su carrera cinematográfica en la década de 1940 y con su buen hacer como actor de reparto, llegó a formar parte del elenco de algunos de los títulos más importantes del cine español de los años 50, 60 y 70. A nivel televisivo destacó su participación en Crónicas de un pueblo y, ya al final de su carrera, en Cañas y barro y Ramón y Cajal.

## Filmografía
- Lecciones de buen amor (1944)
- Dulcinea (1947)
- El santuario no se rinde (1949)
- La guitarra de Gardel (1949)
- La canción de la Malibrán (1951)
- Surcos (1951)
- Cerca de la ciudad (1952)
- Carne de horca (1953)
- El diablo toca la flauta (1953)
- Malaire (1953)
- El beso de Judas (1954)
- El canto del gallo (1955)
- Embajadores en el infierno (1956)
- La gran mentira (1956)
- Mensajeros de paz (1957)
- Muchachas en vacaciones (1958)
- Aquellos tiempos del cuplé (1958)
- El Cristo de los Faroles (1958)
- Habanera (1958)
- Marineros no miréis a las chicas (1958)
- El gafe (1959)
- Los tramposos (1959)
- Luna de verano (1959)
- La corista (1960)
- La paz empieza nunca (1960)
- Los económicamente débiles (1960)
- Melodías de hoy (1960)
- Pasa la tuna (1960)
- Alma aragonesa (1961)
- El pobre García (1961)
- Los pedigüeños (1961)
- Rosa de Lima (1961)
- Teresa de Jesús (1961)
- Trampa para Catalina (1961)
- Tres de la Cruz Roja (1961)
- Martes y trece (1961)
- Accidente 703 (1962)
- Atraco a las tres (1962)
- Cupido contrabandista (1962)
- El balcón de la luna (1962)
- El sheriff terrible (1962)
- Fra Diavolo (1962)
- Hipnosis (1962)
- La banda de los ocho (1962)
- La bella Mimí (1962)
- La gran familia (1962)
- Mi adorable esclava (1962)
- Una isla con tomate (1962)
- Brandy (1963)
- El diablo en vacaciones (1963)
- El juego de la verdad (1963)
- La pandilla de los once (1963)
- Los conquistadores del Pacífico (1963)
- Los muertos no perdonan (1963)
- Plaza de Oriente (1963)
- Se necesita chico (1963)
- Tela de araña (1963)
- Bienvenido, padre Murray (1964)
- Casi un caballero (1964)
- Diálogos de la paz (1964)
- El tímido (1964)
- El vengador de California (1964)
- Fin de semana (1964)
- La maldición de los Karnstein (1964)
- La tumba del pistolero (1964)
- Los Palomos (1964)
- Relevo para un pistolero (1964)
- Dos chicas locas, locas (1964)
- Los cien caballeros (1964)
- El extraño viaje (1964)
- El halcón de Castilla (1965)
- El proscrito del río Colorado (1965)
- Kid Rodelo (1965)
- Ocaso de un pistolero (1965)
- Posición avanzada (1965)
- Un vampiro para dos (1965)
- Uncas, el fin de una raza (1965)
- De barro y oro (1966)
- La ciudad no es para mí (1966)
- Los espías matan en silencio (1966)
- Nuevo en esta plaza (1966)
- Operación Secretaria (1966)
- Por mil dólares al día (1966)
- Alambradas de violencia (1967)
- Una bruja sin escoba (1967)
- Più tardi Claire, più tardi... (1968)
- El valor de un cobarde (1969)
- Escalofrío diabólico (1971)
- La llamada del vampiro (1972)
- Los fríos senderos del crimen (1972)
- El espíritu de la colmena (1973)
- La letra escarlata (1973)
- El blanco, el amarillo y el negro (1974)
- La prima Angélica (1974)
- Las camareras (1976)
- Casa de citas (1977)